# Premio Eagle
El Premio Eagle es una serie de premios para títulos y autores de cómics, que se conceden por votación de aficionados del Reino Unido para el trabajo producido durante el año anterior. Son los premios de referencia de Inglaterra en el sector del cómic, ya que no existen en el Reino Unido unos premios votados por profesionales del sector equivalentes a los premios Eisner de Estados Unidos. Los premios fueron creados por dos aficionados británicos, Mike Conroy y Richard Burton, y se pusieron en marcha en 1977 para los cómics publicado en 1976.  Desde entonces se han ido celebrando en colaboración con diferentes convenciones del Reino Unido, con algunos años de ausencia en las últimas décadas. En su momento álgido de popularidad algunos de los cómics ganadores incluso reproducían después el logo "Eagle Award Winner" en portada.  En 2008, la organización de los premios pasó a manos de Cessile Conroy, la hija de 16 años de Mike Conroy, que los suspendió en 2009 para relanzarlos en 2010 en colaboración con la London MCM Expo, donde se realiza la entrega de los premios desde entonces.

## Historia

### Orígenes de los Premios Eagle
Los Premios Eagle deben su nombre al cómic del Reino Unido "Eagle" de los años '50 y '60, pues según Richard Burton, el símbolo del águila era percibido como "para un estándar de calidad... rara vez alcanzado". A principios de 1977, los premios Eagle fueron también incluyeron el epígrafe "con bendición oficial de la editorial IPC Media." (la editorial que publicó el cómic Eagle). También han sido llamados "la primera encuesta independiente de premios sobre el arte del cómic a nivel nacional (en el Reino Unido)".

### Evolución de la premiación
Desde 1984, los premios han incluido menciones separadas a cómics del Reino Unido y de EE. UU. y posteriormente otras partes del mundo, si bien la obra de autores británicos suele dominar las categorías.
En la década de los '90, el Premio Eagle fue reemplazado brevemente por el "National Comics Awards"
. El Eagle volvió en 2000 como un evento en el "Comic Festival" de ese año, que había sustituido a UKCAC (United Kingdom Comic Art Convention). Más tarde, el Eagle fue otorgado durante la "Comic Expo" del Reino Unido desde hace algunos años, y ahora (a partir de 2010), premiada en el "London MCM Expo".

## 1977
Presentado en la "British Comic Art Convention", en 1977, para cómics realizados durante 1976.

### Favourite Comicbook Artist
- Neal Adams
  - John Buscema
  - Paul Gulacy
  - Barry Smith
  - Jim Starlin

### Favourite Comicbook Writer
- Roy Thomas
  - Steve Englehart
  - Steve Gerber

### Favourite Comicbook - Dramatic
- X-Men
  - Master of Kung Fu
  - Warlock

### Favourite Comicbook - Humour
- Howard the Duck
  - Plastic Man
  - Plop!

### Favourite Black & White Comicbook - Dramatic
- Savage Sword of Conan
  - Doc Savage
  - Marvel Preview

### Favourite Black & White Comicbook - Humour
- MAD (revista)
  - Cracked
  - Crazy

### Favourite Comicbook Character
- Conan
  - Howard the Duck
  - Warlock

### Favourite Comicbook Team
- X-Men
  - Avengers
  - Defenders

### Favourite New Comic Title
- Howard the Duck
  - Nova
  - Omega the Unknown

### Favourite Single Comicbook Story
- Howard the Duck #3: Four Feathers of Death (Steve Gerber/John Buscema)
  - Fantastic Four #176: Improbable as it may seem the Impossible Man is back in Town (Roy Thomas/George Pérez)
  - Howard the Duck #1: Howard the Barbarian (Steve Gerber/Frank Brunner)

### Favourite Continued Comic Story
- Master of Kung Fu #48-51 (Doug Moench/Paul Gulacy)
  - Defenders #31-40 + Annual #1 (Steve Gerber/Sal Buscema)
  - X-Men #98-100 (Chris Claremont/Dave Cockrum)

### Roll of Honour
- Stan Lee
  - Jim Steranko
  - Jack Kirby

## 1978

### Favourite Artist
- Neal Adams
  - John Byrne
  - Marshall Rogers
  - Jim Starlin

### Favourite Writer
- Steve Englehart
  - Chris Claremont
  - Steve Gerber
  - Roy Thomas
  - Marv Wolfman

### Favourite Comic Book (Dramatic)
- Uncanny X-Men
  - Avengers
  - Conan the Barbarian
  - Detective Comics

### Favourite Comic Book (humour)
- Howard the Duck
  - MAD (revista)
  - Plastic Man
  - Cracked
  - Crazy

### Favourite Character
- Batman
  - Conan
  - Howard the Duck
  - Warlock
  - Wolverine

### Favourite Villain
- Thanos
  - Scorpio
  - The Joker
  - Darkseid
  - Doctor Doom

### Favourite Supporting Character
- Pip the Troll
  - Beverly Switzler
  - Impossible Man
  - Vision
  - Wolverine

### Favourite Single Story
- Avengers Annual #7 – The Final Threat Jim Starlin
  - Detective Comics #472 – I am the Batman Steve Englehart/Marshall Rogers
  - Howard the Duck #16 – The Zen and Art of Comic Book Writing (Steve Gerber/Various artists)
  - Marvel Premiere #38 – The Lord of Tyndall's Quest (Doug Moench/Mike Ploog)
  - Marvel Preview #11 – Starlord (Chris Claremont/John Byrne)

### Favourite Continued Story
- Avengers Annual #7/Marvel Two-in-One Annual #2 (Jim Starlin)
  - Star Wars #1-6 (George Lucas, Roy Thomas/Howard Chaykin)
  - X-Men #105, 107 & 108 (Chris Claremont/Dave Cockrum, John Byrne)
  - Detective Comics #471-472 (Steve Englehart/Marshall Rogers)
  - Defenders #46-50 (Dave Kraft/Keith Giffen)

### Favourite New Title
- John Carter, Warlord of Mars
  - Rampaging Hulk
  - Shade, the Changing Man
  - Star Hunters
  - Star Wars

### Favourite Team
- X-Men
  - Defenders
  - Fantastic Four
  - Avengers
  - Justice Society of America

### Favourite Inker
- Terry Austin
  - Ernie Chan
  - Klaus Janson
  - Tom Palmer
  - Joe Sinnott

### Roll of Honour
- Steve Englehart
  - Jim Steranko
  - Jack Kirby
  - Will Eisner
  - Howard the Duck

### Favourite Black & White Magazine
- Savage Sword of Conan
  - Rampaging Hulk
  - Creepy
  - Eerie
  - Marvel Preview

## 1979

### Favourite Comicbook Artist (US)
- John Byrne
  - Gene Colan
  - Michael Golden
  - Marshall Rogers
  - George Pérez

### Favourite Inker
- Terry Austin
  - Tom Palmer
  - Joe Sinnott
  - Bob Layton
  - Klaus Janson

### Best Comic Book Writer (UK)
- T. B. Grover

### Best Comic Book Writer (US)
- Chris Claremont
  - Steve Englehart
  - Steve Gerber
  - Doug Moench
  - Roy Thomas

### Favourite Comic (US)
- X-Men
  - The Avengers
  - The Tomb of Dracula
  - Detective Comics
  - Jonah Hex

### Favourite Character (US)
- Batman
  - Wolverine
  - Conan
  - Doctor Strange
  - Howard the Duck
  - Spider-Man

### Favourite Group or Team
- X-Men
  - Legion of Super-Heroes
  - Fantastic Four
  - Defenders
  - Avengers

### Favourite Villain
- Magneto
  - Michael Korvac
  - Death-Stalker
  - Doctor Bong
  - Doctor Doom
  - The Joker

### Favourite Supporting Character
- Wolverine
  - Beast
  - Beverly Switzler
  - Hawkeye
  - Nightcrawler
  - Vision

### Character Most Worthy of His Own Title
- The Silver Surfer

### Favourite Single Story
- X-Men #111 – Mindgames (Chris Claremont/John Byrne)
  - Avengers #177 – The Hope and the Slaughter (Jim Shooter/David Wenzel)
  - X-Men #109 – Home are the Heroes (Chris Claremont/John Byrne)
  - The Avengers #178 – The Martyr Perplex (Steve Gerber/Carmine Infantino)
  - Superman vs Muhammed Ali (Denny O'Neil/Neal Adams)

### Best Continued Story
- The Avengers #167, 168, 170-177 (Jim Shooter/George Pérez, Sal Buscema, David Wenzel)
  - X-Men #114-116 (Chris Claremont/John Byrne)
  - Captain Marvel #58-62 (Doug Moench/Pat Broderick)
  - Detective Comics #475-476 (Steve Englehart/Marshall Rogers)
  - Thor #272-278 (Roy Thomas/John Buscema)
  - X-Men #111-113 (Chris Claremont/John Byrne)

### Favourite New Comic Title
- Micronauts
  - Spider-Woman
  - Machine Man
  - 1984
  - DC Comics Presents

### Favourite Cover
- Master of Kung Fu #67 (Paul Gulacy)
  - X-Men #114 (John Byrne)
  - Detective Comics #476 (Marshall Rogers)
  - X-Men #111 (John Byrne)
  - X-Men #113 (John Byrne)

### Favourite Specialist Comics Publication
- Comic Media News

### Roll of Honour
- Jack Kirby
  - Will Eisner
  - Steve Gerber
  - Jerry Siegel & Joe Shuster
  - Superman

### Favourite Character (UK)
- Judge Dredd

### Favourite Comicbook Artist (UK)
- John Bolton

### Favourite Comic (UK)
- 2000 AD

## 1980

### Favourite Comicbook Artist
- John Byrne
  - John Buscema
  - Gene Colan
  - George Pérez

### Favourite Comicbook Writer
- Chris Claremont
  - David Michelinie
  - Doug Moench

### Favourite Inker
- Terry Austin
  - Bob Layton
  - Tom Palmer

### Favourite Comicbook
- X-Men
  - Avengers
  - Master of Kung Fu

### Favourite Comicbook Cover
- The Avengers #185 (George Pérez)
  - Iron Man #128 (John Romita Jr)
  - Micronauts #7 (Michael Golden)

### Favourite Comic Magazine
- Howard the Duck
  - Marvel Preview
  - Savage Sword of Conan

### Favourite Comicbook Character
- Wolverine
  - Batman
  - Spider-Man

### Favourite Supporting Character
- Wolverine
  - Beast
  - Vision

### Favourite Comicbook Team
- X-Men
  - Avengers
  - Fantastic Four

### Favourite Villain
- Magneto
  - Arcade
  - The Joker

### Character Most Worthy of Own Title
- Warlock
  - Killraven
  - Silver Surfer

### Favourite New Comic Title
- Howard the Duck
  - Rom
  - Time Warp

### Favourite Single Comicbook Story
- Iron Man #128 – Demon in a Bottle (David Michelinie, Bob Layton/John Romita Jr)
  - Marvel Two-in-One #51 – Full House, Dragons High (Peter Gillis/Frank Miller)
  - X-Men Annual #3 – A Fire in the Sky (Chris Claremont/George Pérez)

### Favourite Continued Comic Story
- X-Men #125-128 (Chris Claremont/John Byrne)
  - Marvel Two-in-One #53-58 (Mark Gruenwald, Ralph Macchio/John Byrne, George Pérez)
  - Micronauts #1-12 (Bill Mantlo/Michael Golden)

### Roll of Honour
- Roy Thomas
  - Jerry Siegel & Joe Shuster
  - Will Eisner
  - Steve Gerber

## 1981
Presented in 1981 for comics published in 1980:

### Favourite Artist (UK)
- Brian Bolland[9]

## 1982

### Favourite Artist
- Bill Sienkiewicz[10]

### Favourite Artist (UK)
- Brian Bolland

### Best Comics Writer
- Alan Moore, V For Vendetta (Warrior, Quality Communications)

### Best New Book
- Teen Titans, by Marv Wolfman and George Pérez (DC Comics)

### Best UK Title
- Warrior, edited by Dez Skinn

### Best Story
- V for Vendetta, by Alan Moore and David Lloyd  (Warrior, Quality Communications)

### Character Most Worthy of Own Title
- Judge Anderson, 2000 AD (Fleetway)

## 1983

### American Section
- Favourite Artist (penciller): Frank Miller
- Favourite Artist (inker): Terry Austin
- Favourite Writer: Frank Miller
- Favourite Comicbook: Daredevil
- Favourite Character: Wolverine
- Favourite Group or Team: X-Men
- Favourite Villain: Darkseid
- Favourite Supporting Character: Elektra
- Character Most Worthy of Own Title: El Espectro (DC Comics)
- Favourite Single or Continued Story: Wolverine #1-4 (miniseries)
- Favourite New Comic Title: Camelot 3000
- Favourite Comic Cover: Doctor Strange #55
- Favourite Specialist Comics Publication: PASS

### British Section
- Favourite Artist: Brian Bolland
- Favourite Writer: Alan Moore
- Favourite Comic: Warrior
- Favourite Comic Character: Marvelman
- Favourite Villain: Kid Marvelman
- Favourite Supporting Character: Zirk
- Character Most Worthy of Own Title: Judge Anderson
- Favourite Single or Continued Story: Marvelman (Warrior #1-3, 5 & 6)
- Favourite New Comic:  Warrior
- Favourite Comic Cover: Warrior #7
- Favourite Specialist Comics Publication: PASS

### Roll of Honour
- Will Eisner

## 1984

### Best Character
- Torquemada, from Nemesis the Warlock, by Bryan Talbot

### Best New Title
- Power Pack, written by Louise Simonson (Marvel Comics)

### Best Group Book
- The New Teen Titans, written by Marv Wolfman (DC Comics)

### Best Character
- Torquemada, from Nemesis the Warlock (2000 AD), by Pat Mills and Brian Talbot (Fleetway)

### Best UK Title
- Warrior, edited by Dez Skinn (Quality Communications)

### Favourite Artist (UK)
- Alan Davis[11]

## 1986

### American section

#### Favourite Artist (penciller)
- George Pérez
  - John Byrne
  - Art Adams

#### Favourite Artist (inker)
- Terry Austin
  - John Totleben
  - Jerry Ordway

#### Favourite Writer
- Alan Moore
  - Chris Claremont
  - Marv Wolfman

#### Favourite Comic Book
- Swamp Thing
  - Crisis en Tierras Infinitas
  - X-Men

#### Favourite Graphic Novel
- American Flagg!: Hard Times
  - She-Hulk
  - Raven Banner

#### Favourite Character
- Batman
  - Wolverine
  - Swamp Thing

#### Favourite Group or Team
- X-Men
  - Teen Titans
  - Fantastic Four

#### Favourite Villain
- Anti-Monitor
  - The Joker
  - Kingpin

#### Favourite Supporting Character
- John Constantine (Swamp Thing)
  - Abby Cable (Swamp Thing)
  - Raul the Cat (American Flagg!)

#### Character Most Worthy of Own Title
- Wolverine
  - Longshot
  - Green Arrow

#### Favourite Single or Continued Story
- Crisis on Infinite Earths #1-9
  - X-Men Annual #9/New Mutants Special #1
  - "American Gothic" in Swamp Thing #37

#### Favourite New Comic Title
- Miracleman
  - Crisis en Tierras Infinitas
  - Moonshadow

#### Favourite Comic Cover
- Swamp Thing #34
  - Crisis on Infinite Earths #7
  - New Mutants Special #1

#### Favourite Specialist Comics Publication
- Amazing Heroes
  - The Comics Journal
  - Comics Interview

### British Section

#### Favourite Artist
- Alan Davis
  - Ian Gibson
  - Glenn Fabry

#### Favourite Writer
- Alan Moore
  - Pat Mills
  - Jamie Delano

#### Favourite Comic
- 2000 AD
  - Captain Britain
  - Escape

#### Favourite Comic Album
- Nemesis Book III
  - Judge Dredd Annual 1986
  - 2000 AD Annual 1986

#### Favourite Comic Character
- Halo Jones
  - Judge Dredd
  - Captain Britain

#### Favourite Villain
- Torquemada
  - Judge Death
  - Slaymaster

#### Favourite Supporting Character
- Meggan (Captain Britain)
  - Ukko the Dwarf (Slaine)
  - Judge Anderson

#### Character Most Worthy of Own Title
- Halo Jones
  - V for Vendetta
  - D.R. and Quinch

#### Favourite Single or Continued Story
- Halo Jones Book Two (2000 AD #406-415)
  - Midnight Surfer (Judge Dredd, 2000 AD #424-429)
  - DR and Quinch Get Back to Nature (2000 AD Summer Special)

#### Favourite New Comic
- Captain Britain
  - The Best of 2000 AD
  - Swiftsure

#### Favourite Comic Cover
- Captain Britain #6
  - Captain Britain #8
  - 2000 AD #450

#### Favourite Specialist Comics Publication
- Speakeasy
  - Fantasy Advertiser
  - Arkensword

#### Roll of Honour
- Alan Moore
  - Dick Giordano
  - Frank Miller

## 1987

### American section
- Favourite Artist (penciller): Frank Miller
- Favourite Artist (inker): Terry Austin
- Favourite Writer: Alan Moore
- Favourite Comicbook: Watchmen
- Favourite Graphic Novel: Batman: The Dark Knight Returns
- Favourite Character: Batman
- Favourite Group or Team: X-Men
- Favourite Villain: The Joker
- Favourite Supporting Character: John Constantine
- Character Most Worthy of Own Title: Wolverine
- Favourite Single or Continued Story: Batman: The Dark Knight Returns
- Favourite New Comic Title: Watchmen
- Favourite Comic Cover: Batman: The Dark Knight Returns #1
- Favourite Specialist Comics Publication: Amazing Heroes

### British Section
- Favourite Artist: Alan Davis
- Favourite Writer: Alan Moore
- Favourite Comic: 2000 AD
- Favourite Comic Album: D.R. and Quinch's Totally Awesome Guide to Life
- Favourite Character: Judge Dredd
- Favourite Villain: Torquemada
- Favourite Supporting Character: Ukko the Dwarf (from Sláine)
- Character Most Worthy of Own Title: Captain Britain
- Favourite Single or Continued Story: Halo Jones Three
- Favourite New Comic: Redfox
- Favourite Comic Cover: 2000 AD #500
- Favourite Specialist Comics Publication: Speakeasy

### Roll of Honour
- Frank Miller

## 1988

### American Section
- Favourite Artist (penciller): Bill Sienkiewicz
- Favourite Artist (inker): Terry Austin
- Favourite Writer: Alan Moore
- Favourite Comicbook: Watchmen
- Favourite Graphic Novel: Daredevil: Love and War
- Favourite Character: Batman
- Favourite Group or Team: Justice League International
- Favourite Villain: The Joker
- Favourite Supporting Character: Abigail Arcane Cable
- Character Most Worthy of Own Title: Rorschach
- Favourite Single or Continued Story: Batman #404-407: Batman: año uno
- Favourite New Comic Title: Marshal Law
- Favourite Comic Cover: Wonder Woman #10
- Favourite Specialist Comics Publication: Amazing Heroes

### British Section
- Favourite Artist: Bryan Talbot
- Favourite Writer: Pat Mills
- Favourite Comic: 2000 AD
- Favourite Comic Album: Violent Cases
- Favourite Character: Luther Arkwright
- Favourite Villain: Torquemada
- Favourite Supporting Character: Ukko the Dwarf
- Character Most Worthy of Own Title: Halo Jones
- Favourite Single or Continued Story: 2000 AD #535-550: Zenith
- Favourite New Comic: The Adventures of Luther Arkwright
- Favourite Comic Cover: The Adventures of Luther Arkwright #1
- Favourite Specialist Comics Publication: Speakeasy

### Roll of Honour
- Pat Mills

## 1990
The results for 1989 were presented at the 1990 United Kingdom Comic Art Convention (UKCAC) by Paul Gambaccini and Dave Gibbons.
- Roll of Honour: 2000 AD
- Best International Comic Book: Akira

### American Section
- Best Writer: Neil Gaiman, Sandman (DC)
- Best Graphic Novel: Violent Cases (Titan)
- Favourite Artist (Penciller): Todd McFarlane
- Favourite Artist (Inker): Paul Neary
- Favourite Comicbook Writer: Neil Gaiman
- Favourite Comicbook: Uncanny X-Men
- Favourite Graphic Novel: Arkham Asylum: A Serious House on Serious Earth
- Favourite Character: Batman
- Favourite Group or Team: Doom Patrol
- Favourite Villain: The Joker
- Favourite Single or Continued Story: Skreemer
- Favourite New Comic Title: Batman: Legends of the Dark Knight
- Favourite Comic Cover: Aliens #1 by Denis Beauvais
- Favourite Specialist Comics Publication: Marvel Age

### British Section
- Favourite Artist: Simon Bisley
- Favourite Writer: Grant Morrison
- Favourite Comic: 2000 AD
- Favourite Graphic Novel: Sláine: The Horned God Book I
- Favourite Character: Judge Dredd
- Favourite Villain: Judge Death
- Favourite Supporting Character: Middenface McNulty (Strontium Dog)
- Character Most Worthy of Own Title: Captain Britain
- Favourite Single or Continued Story: Sláine: The Horned God Book I (2000 AD Prog 626-635)
- Favourite New Comic: Bogey Man
- Favourite Comic Cover: 2000 AD Prog 626
- Favourite Specialist Comics Publication: Speakeasy

## 1993
- [Winner of two awards]: The Tale of One Bad Rat, by Bryan Talbot (Dark Horse)

## 1996

### Best Newcomer
- Alex Ronald

## 2000

### North American Section

#### Favourite Colour Comicbook
(Sponsored by Quality Comics)
- 1999: Preacher, by Garth Ennis & Steve Dillon
  - JLA
  - Transmetropolitan
  - Acme Novelty Library
  - Avengers

#### Favourite Black & White Comicbook
(Sponsored by Page 45)
- Sin City: Hell & Back, by Frank Miller
  - Strangers in Paradise
  - Cerebus
  - Bone
  - Torso

#### Favourite New Comicbook of 1999
(Sponsored by Dynamic Forces)
- Top Ten, by Alan Moore and Gene Ha
  - The Authority
  - Heart of Empire
  - Planetary
  - Rising Stars

### British Section

#### Favourite British Comic
(Sponsored by Comic Book Postal Auctions)
- 2000 AD
  - The Beano
  - Judge Dredd Megazine
  - Viz
  - Warhammer

#### Favourite Comic Strip in a UK Comic or Magazine
- Judge Dredd (2000 AD/Judge Dredd Megazine) 
  - Action Man (Action Man Monthly)
  - Doctor Who (Doctor Who Magazine)
  - Nikolai Dante (2000 AD)
  - Sinister Dexter (2000 AD)

#### Favourite UK Non-newsstand Title
(Sponsored by Red Route)
- Kane, by Paul Grist
  - Class of '79
  - O-Men
  - Sleaze Castle
  - Strangehaven

### International Section

#### Favourite Comics Writer
- Alan Moore
  - Kurt Busiek
  - Warren Ellis
  - Garth Ennis
  - Grant Morrison

#### Favourite Comics Artist (penciller)
- George Pérez
  - Steve Dillon
  - Bryan Hitch
  - Frank Quitely
  - Bryan Talbot

#### Favourite Comic Book Artist (inker)
- Jimmy Palmiotti
  - Terry Austin
  - Mark Farmer
  - Mick Gray
  - Paul Neary

#### Favourite Comics Artist (painted artwork)
- Alex Ross
  - Dan Brereton
  - John Burns
  - Glenn Fabry
  - David Mack

#### Favourite Comics Artist (colouring)
- Laura DePuy Martin
  - Matt Hollingsworth
  - Liquid!
  - Angus McKie
  - Lynn Varley

#### Favourite Comics Editor
- Denny O'Neil
  - David Bishop
  - Tom Brevoort
  - Scott Dunbier
  - Bob Harras

#### Favourite Comic (excluding North American and UK titles)
(Sponsored by Knockabout Comics)
- Bacchus, by Eddie Campbell (Australia) 
  - Comix 2000 (Francia)
  - Dylan Dog (Italia)
  - Lapin (France)
  - Pokémon (Japón)

#### Favourite Comics Character
(Sponsored by Davids Comics)
- Batman, created by Bob Kane
  - Cerebus, created by Dave Sim
  - Jesse Custer (Preacher), created by Garth Ennis & Steve Dillon
  - Spider Jerusalem (Transmetropolitan), created by Warren Ellis & Darick Robertson
  - Superman, created by Jerry Siegel and Joe Shuster

#### Favourite Comics Story (which appeared, began or ended during 1999)
(Sponsored by Quality Comics)
- Daredevil (#1-8), by Kevin Smith and Joe Quesada
  - Batman: No Man's Land
  - Heart of Empire
  - Avengers Forever
  - The Inhumans
  - Sam and Twitch (#1-7: Udaku)

#### Character Most Worthy of Own Ongoing Title
- Luther Arkwright (Heart of Empire) 
  - The Huntress (Batman)
  - Hal Jordan (Green Lantern)
  - Jenny Sparks (The Authority)
  - Storm (The X-Men)

#### Favourite Supporting Character
- Oracle/Barbara Gordon (Batman/Birds of Prey)
  - Alfred Pennyworth (Batman)
  - Cassidy (Preacher)
  - Tulip O'Hare (Preacher)
  - Plastic Man (JLA)

#### Favourite Cover Published During 1999
- Batman: Harley Quinn by Alex Ross
  - Batman: War on Crime
  - 2000 AD Prog 2000
  - Daredevil #9
  - The Inhumans #11

#### Favourite Comics Villain
(Sponsored by B-Hive Ltd.)
- Herr Starr (Preacher)
  - Doctor Doom (Fantastic Four)
  - The Joker (Batman)
  - Lex Luthor (Superman)
  - Magneto (X-Men)

#### Favourite Graphic Novel
(Sponsored by Diamond Comic Distributors)
- JLA: Earth 2, by Grant Morrison and Frank Quitely
  - Sandman: The Dream Hunters
  - Batman: War on Crime
  - Good-Bye, Chunky Rice
  - You Are Here

#### Favourite Trade Papaerback
- From Hell: To Hell, by Alan Moore and Eddie Campbell
  - Batman: The Long Halloween
  - Crisis on Infinite Earths
  - Daredevil: Visionaries
  - Frank Miller's 300

#### Favourite Newspaper Strip
(Sponsored by Gosh)
- Peanuts
  - Dilbert
  - Doonesbury
  - Garfield
  - Liberty Meadows

#### Favourite Comics Related Website (professional)
- Comic Book Resources (comicbookresources.com) 
  - Comicon.com (comicon.com)
  - DC Comics (dccomics.com)
  - Jinxworld (jinxworld.com)
  - Newsarama (anotheruniverse.com/mania)

#### Favourite Comics Related Website (fan-organized)
(Sponsored by eBay)
- Sequential Tart (sequentialtart.com)
  - Twist and Shout Comics Online (twistandshoutcomics.com)
  - Fanzing (fanzing.com)
  - x-fan.htm
  - Class of ‘79 (cybergoth.net)

#### Favourite Comics E-Zine
- Astounding Space Thrills, by Steve Conley
  - Comic Book Net Electronic Magazine
  - The Matrix
  - Rust
  - X-Flies: Flies in Black

#### Favourite Trade Publication
(Sponsored by East End Offset)
- Wizard
  - Comic Book Artist
  - Comics Buyer's Guide
  - Comics International
  - The Comics Journal

#### Favourite Comics-based Film or TV Series
(Sponsored by SFX magazine)
- Batman Beyond
  - Big Guy and Rusty the Boy Robot
  - Mystery Men
  - Spider-Man Unlimited
  - Superman: la serie animada

#### Roll of Honour
(Sponsored by Cartoon Art Trust)
A lifetime achievement award.
- Gil Kane

## 2001

#### Favourite Colour Comicbook
- JSA
  - Planetary
  - Starman

#### Favourite Black & White Comicbook
- Liberty Meadows, by Frank Cho
  - Bone, by Jeff Smith
  - Strangers in Paradise, by Terry Moore

#### Favourite New Comicbook of 2000
- Ultimate Spider-Man
  - Powers
  - Ultimate X-Men

### International Section

#### Favourite Comics Writer
- Alan Moore
  - Brian Michael Bendis
  - Warren Ellis

#### Favourite Comics Writer/Artist
- Frank Miller
  - Brian Michael Bendis
  - David Mack

#### Favourite Comics Artist: Pencils
- Frank Quitely
  - Michael Avon Oeming
  - George Pérez

#### Favourite Comic Book Artist:Inks
- Mark Farmer
  - Paul Neary
  - Jimmy Palmiotti

#### Favourite Comics Artist:Fully Painted Artwork
- Alex Ross
  - Glenn Fabry
  - David Mack

#### Favourite Colourist
- Laura DePuy
  - Chris Blythe
  - Liquid!

#### Favourite Comics Editor
- Andy Diggle (Mighty Tharg: 2000 AD)
  - Tom Brevoort
  - Joe Quesada

#### Favourite Manga Comic
- Lone Wolf and Cub
  - Akira
  - Blade of the Immortal

#### Favourite European Comic
- Metabarons (France)
  - The Extended Dream of Mr. D (España)
  - Ratman (Italy)

#### Favourite Comics Character
- Batman, created by Bob Kane
  - Judge Dredd
  - Spider-Man

#### Favourite Comics Story
(which appeared, began or ended during 2000)
- The Authority: The Nativity
  - Starman: Grand Guignol
  - Powers: Who Killed Retro Girl?

#### Character Most Worthy of Own Ongoing Title
- Elijah Snow (Planetary)
  - Dr. Mid-Nite (JSA)
  - Harry Exton/Button Man (2000 AD)

#### Favourite Supporting Character in Comics
- Commissioner James Gordon (Batman)
  - Alfred Pennyworth (Batman)
  - Uncle Ben (Ultimate Spider-Man)

#### Favourite Comics Cover Published During 2000
- Ultimate Spider-Man #1, by Joe Quesada
  - 100 Bullets #21, by Dave Johnson
  - The Authority #14, by Frank Quitely

#### Favourite Comics Villain
- Lex Luthor (Superman)
  - Doctor Doom (Fantastic Four)
  - The Joker (Batman)

#### Favourite Graphic Novel
- Safe Area Gorazde, by Joe Sacco
  - Pedro and Me, by Judd Winick
  - Torso, by Brian Michael Bendis

#### Favourite Reprint Collection
- The Authority: Under New Management
  - Batman: No Man's Land, Vol. 1
  - Lone Wolf and Cub

#### Favourite Newspaper Strip
- Liberty Meadows
  - Dilbert
  - Zits

#### Favourite Magazine about Comics
- Wizard
  - Comics International
  - The Comics Journal

#### Favourite Comics-based Book
- The Amazing Adventures of Kavalier and Clay, by Michael Chabon
  - Reinventing Comics, by Scott McCloud
  - Wonder Woman: The Complete History, by Les Daniels

### British Titles

#### Favourite British Comic
- 2000 AD
  - Judge Dredd Megazine
  - Warhammer Monthly

#### Favourite Comic Strip to Appear in a UK Comic or Magazine
- Nikolai Dante (2000 AD)
  - Judge Dredd (2000 AD/Judge Dredd Megazine)
  - Necronauts

#### Favourite British Small Press Title
- Jack Staff
  - Bazooka Jules
  - The O-Men

### Internet Section

#### Favourite Comics Related Website (professional)
- Comic Book Resources (comicbookresources.com)
  - 2000ADonline (2000ADonline.com)
  - Newsarama (fandom.com/newsarama)

#### Favourite Comics E-Zine
- Comic Book Electronic Magazine
  - Fanzing
  - Sequential Tart

#### Favourite Web-based Comic
- Sluggy Freelance
  - Astounding Space Thrills, by Steve Conley
  - Zot!, by Scott McCloud

### Roll of Honour
- Joe Quesada
  - CrossGeneration Comics
  - Warren Ellis

## 2004

### Favourite Colour Comicbook
- Fantastic Four (Marvel Comics)
  - Planetary
  - The Ultimates

### Favourite Black & White Comicbook
- Bone (Cartoon Books)
  - Cerebus
  - Queen & Country

### Favourite New Comicbook
- Conan (Dark Horse)
  - Marvel 1602
  - The Losers

### Favourite Comics Writer
- J. Michael Straczynski
  - Brian Michael Bendis
  - Mark Millar

### Favourite Comics Writer/Artist
- Mike Mignola
  - Jeff Smith
  - Chris Ware

### Favourite Comics Artist: Pencils
- Jim Lee
  - John Cassaday
  - Andy Kubert

### Favourite Comics Artist: Inks
- Scott Williams
  - Jimmy Palmiotti
  - Kevin Nowlan

### Favourite Comics Artist: Painted Art
- Alex Ross
  - Gabriel del Otto
  - Glenn Fabry

### Favourite Colourist
- Laura DePuy Martin
  - Chris Blythe
  - Dave Stewart

### Favourite Comics Editor
- Axel Alonzo (Marvel Comics)
  - Tom Brevoort
  - Joey Cavalieri

### Favourite Manga Comic
- Blade of the Immortal (Dark Horse)
  - Battle Royale
  - Oh My Goddess

### Favourite European Comic
- Tex (Sergio Bonelli Editore, Italy)
  - Blacksad (Dargaud, France)
  - El Vibora (Ediciones La Cúpula, Spain)

### Favourite Comics Character
- Batman (DC)
  - Hellboy
  - Jessica Jones (Alias)

### Favourite Comics Story
- Daredevil #46-50: Hardcore (Brian Michael Bendis & Alex Maleev)
  - Conan: The Legend (#0; Kurt Busiek/Cary Nord)
  - Gotham Central: Half a Life (#6-10; Greg Rucka/Michael Lark)

### Character Most Worthy of Own Title
- Doctor Strange (Marvel Comics)
  - Captain Britain
  - Marvelman/Miracleman

### Favourite Supporting Character
- Mary Jane Watson (Spider-Man – Marvel Comics)
  - Phoney Bone (Bone)
  - Doc Brass (Planetary)

### Favourite Comics Cover
- JLA: Liberty and Justice (Alex Ross)
  - Global Frequency #7 (Brian Wood)
  - Hulk: Gray #1 (Tim Sale)

### Favourite Comics Villain
- Doctor Doom (Fantastic Four – Marvel Comics)
  - Hush (Batman)
  - The Icicle (JSA)

### Favourite Graphic Novel
- Sgt. Rock: Between Hell and a Hard Place (Brian Azzarello/Joe Kubert)
  - Blankets (Craig Thompson)
  - The Fixer (Joe Sacco)

### Favourite Reprint Compilation
- The Chronicles of Conan (Dark Horse)
  - Absolute Authority
  - The Spirit Archives

### Favourite Newspaper Strip
- Mutts (Patrick McDonnell)
  - Maakies (Tony Millionaire)
  - Spooner (Ted Dawson)

### Favourite Magazine About Comics
- The Comics Journal (Fantagraphics Books)
  - Comic Book Artist
  - Comics International

### Favourite Comics-related Book
- Mythology: The DC Comics Art of Alex Ross (Chip Kidd with Geoff Spear)
  - The Art of Mike Mignola
  - Sandman: King of Dreams (Alisa Kwitney)

### Favourite Comics-based Movie or TV
- X-Men 2 (Bryan Singer, director)
  - American Splendor
  - Smallville

### Favourite Comics-related Merchandise
- Kingdom Come action figures (DC Select; second series)
  - Doctor Doom Bust (Diamond Select)
  - HeroclixXplosion (WizKids)

### Favourite British Comic
- Warhammer Monthly (Black Library)
  - Judge Dredd Megazine
  - Striker

### Favourite Comic Strip to Appera in a UK Comic or Magazine
- Judge Dredd (2000 AD/Judge Dredd Megazine – Rebellion)
  - Sid the Sexist (Viz)
  - Bash Street Kids (The Beano)

### Favourite British Small Press Title
- Thrud the Barbarian (Carl Critchlow)
  - Jack Staff
  - Strangehaven

### Favourite Comics-related Website
- Comicon.com
  - Comic Book Resources
  - Silver Bullet Comic Books

### Favourite Comics E-Zine
- Newsarama
  - The Pulse
  - Sequential Tart

### Favourite Web-based Comic
- PvP (Scott Kurtz)
  - Marc Hempel’s Naked Brain
  - Mike Snart

### Roll of Honour
- Neil Gaiman

## 2006

### Favourite Colour Comicbook - American
- The Ultimates Volume 2 (Marvel Comics)
  - Ex Machina (DC/Wildstorm)
  - JSA (DC)

### Favourite Colour Comicbook - British
- Judge Dredd Megazine (Rebellion)
  - Brodie's Law (Pulp Theatre Entertainment)
  - Midnight Kiss (Markosia)

### Favourite Black & White Comicbook - American
- The Walking Dead (Image Comics)
  - Love and Rockets (Fantagraphics)
  - Queen & Country (Image)

### Favourite Black & White Comicbook - British
- Springheeled Jack (Black Boar Press)
  - Freak Show (Atomic Diner)
  - Solar Wind (Solar Wind)

### Favourite New Comicbook
- All Star Superman (DC) (Grant Morrison/Frank Quitely)
  - Albion (Alan Moore/Leah Moore/John Reppion/Shane Oakley)
  - Young Avengers (Allan Heinberg/Jim Cheung/John Dell)

### Favourite Comics Writer
- Grant Morrison
  - Geoff Johns
  - Brian K. Vaughan

### Favourite Comics Writer/Artist
- Howard Chaykin
  - Bryan Lee O'Malley
  - Eric Powell

### Favourite Comics Artist: Pencils
- Bryan Hitch
  - Alan Davis
  - Leinil Francis Yu

### Favourite Comics Artist: Inks
- Jimmy Palmiotti
  - Mark Farmer
  - Ande Parks

### Favourite Comics Artist: Fully Painted Artwork
- Alex Ross
  - David Mack
  - Kent Williams

### Favourite Colourist
- Laura DePuy Martin
  - Chris Blythe
  - Dave Stewart

### Favourite Letterer
- Todd Klein
  - Chris Eliopoulos
  - Richard Starkings/Comicraft

### Favourite Comics Editor
- Axel Alonso
  - Shelly Bond
  - Peter Tomasi

### Favourite Publisher
- DC Comics
  - IDW Publishing
  - Marvel Comics

### Favourite Manga
- Blade of the Immortal (Dark Horse)
  - Cromartie High School (Elji Nonaka)
  - Shonen Jump (Various)

### Favourite European Comic
- Asterix and the Falling Sky (Albert Rene Editions, France)
  - Olympus (Humanoids Publishing, France)
  - XIII (Dargaud, France)

### Favourite Comics Character
- Batman
  - Hellboy
  - Judge Dredd

### Favourite Comics Villain
- The Joker
  - Doctor Doom
  - Doctor Light

### Favourite Comics Story
- The Ultimates volume 2 #1-9 (Mark Millar, Bryan Hitch & Paul Neary)
  - The OMAC Project #1-6 (Rucka/Sai)
  - Wolverine #20-25 (Mark Millar/John Romita Jr./Klaus Janson)

### Favourite Comics Cover
- All Star Superman #1 (Frank Quitely)
  - The Amazing Adventures of the Escapist #7 (Brian Bolland)
  - The Ultimates Volume 2#2 (Bryan Hitch)

### Favourite Original Graphic Novel
- Top 10: The Forty Niners (Alan Moore & Gene Ha)
  - The Quitter (Harvey Pekar)
  - Scott Pilgrim vs. the World (Bryan Lee O’Malley)

### Favourite Reprint Compilation
- Absolute Watchmen (Alan Moore & Dave Gibbons)
  - Charley's War (Pat Mills & Joe Colquhoun)
  - Negative Burn: The Very Best of 1993–1998 (Various)

### Favourite Magazine About Comics
- The Comics Journal (Fantagraphics Books)
  - Comic Book Artist (Top Shelf)
  - Comics International (Quality Communications)

### Favourite Comics-Related Book
- Eisner/Miller (edited by Charles Brownstein & Diana Schutz)
  - Foul Play: The Art and Artists of the Notorious 1950s EC Comics (Grant Geissman)
  - Will Eisner: A Spirited Life (Bob Andelman)

### Favourite Comics-based Movie or TV
- Batman Begins (Christopher Nolan, director)
  - A History of Violence (David Cronenberg, director)
  - Sin City (Robert Rodríguez/Frank Miller, director)

### Favourite Comics-related Website
- Silver Bullet Comic Books
  - Comic Book Resources
  - Newsarama

### Favourite Web-based Comic
- Supernatural Law (www.webcomicsnation.com/supernaturallaw)
  - Ctrl+Alt+Del (www.cad-comic.com)
  - Questionable Content (www.questionablecontent.net)

### Roll of Honour
- Grant Morrison
  - Howard Chaykin
  - Alex Toth

### Eagle Awards 30th Anniversary Award for Outstanding Achievements in British Comics
- John M. Burns

## 2007

### Favourite Colour Comicbook - American
- All Star Superman
  - Desolation Jones
  - Fables
  - Jack Staff
  - Transformers

### Favourite Colour Comicbook - British
- 2000 AD
  - Judge Dredd Megazine
  - Starship Troopers
  - Event Horizon
  - Thrud the Barbarian

### Favourite Black & White Comicbook - American
- The Walking Dead
  - Casanova
  - Phonogram
  - Usagi Yojimbo
  - Wasteland

### Favourite Black & White Comicbook - British
- Hero Killers
  - How to Date a Girl in Ten Days
  - Malcolm Magic
  - FutureQuake
  - Tales from the Flat

### Favourite New Comicbook
- Nextwave
  - 52
  - Civil War
  - Justice Society of America
  - Testament

### Favourite Comics Writer
- Warren Ellis
  - Brian K Vaughan
  - Ed Brubaker
  - Alan Moore
  - Grant Morrison

### Favourite Comics Writer/Artist
- Mike Mignola
  - Alan Davis
  - Ben Templesmith
  - Darwyn Cooke
  - Michael Avon Oeming

### Favourite Comics Artist: Pencils
- John Cassaday
  - Frank Quitely
  - Bryan Hitch
  - Alex Maleev
  - Frank Cho

### Favourite Comics Artist: Inks
- Paul Neary
  - Ande Parks
  - Danny Miki
  - Jimmy Palmiotti
  - Mark Farmer

### Favourite Comics Artist: Fully Painted Artwork
- Alex Ross
  - Alex Maleev
  - Ashley Wood
  - Ben Templesmith
  - James Jean

### Favourite Colourist
- Laura Martin]
  - Dave Stewart
  - Alex Sinclair
  - Chris Blythe
  - Richard Isanove

### Favourite Letterer
- Chris Eliopoulos
  - Comiccraft
  - Richard Starkings
  - Todd Klein
  - Tom Frame

### Favourite Editor
- Matt Smith 
  - Axel Alonso
  - Tom Brevoort
  - Steve Wacker

### Favourite Publisher
- Marvel Comics
  - Dark Horse Comics
  - DC Comics
  - Image Comics
  - Rebellion Developments

### Favourite Manga
- Blade of the Immortal
  - Death Note
  - Naruto
  - Priest
  - Battle Royale

### Favourite European Comic
- Asterix and the Vikings
  - The Killer
  - XIII
  - Sancho
  - Blacksad: Red Soul

### Favourite Comics Character
- Batman
  - Captain America
  - Daredevil
  - Judge Dredd
  - Spider-Man

### Favourite Comics Villain
- Dirk Anger (Nextwave: Marvel)
  - The Joker (Batman family: DC)
  - Lex Luthor (Superman family: DC)
  - Black Adam (Infinite Crisis/JSA: DC)
  - Iron Man (Civil War: Marvel)

### Favourite Comics Story Published During 2006
- Nextwave #1-6
  - All Star Superman
  - Civil War #1 up
  - Daredevil #82-87 The Devil in Cell Block D
  - 52 #1 up

### Favourite Comics Cover Published During 2006
- Fables: 1001 Nights of Snowfall (James Jean)
  - Civil War #1 (Steve McNiven)
  - The Ultimates 2 #12 (Bryan Hitch)
  - Nextwave #11 (Stuart Immonen)
  - 52 #1 (J.G. Jones)
  - Justice League of America #1 (Ed Benes)

### Favourite Original Graphic Novel
- Pride of Baghdad
  - Stagger Lee
  - Fables: 1001 Nights of Snowfall
  - The Five Fists of Science
  - Lost Girls

### Favourite Reprint Compilation
- Absolute Sandman v1
  - Captain America: Winter Soldier v1
  - Absolute Dark Knight
  - Absolute dc: The New Frontier
  - Absolute Kingdom Come

### Favourite Magazine About Comics
- Wizard (revista)
  - Alter Ego
  - Back Issue Magazine
  - Comics International
  - The Comics Journal

### Favourite Comics-related Book
- Making Comics: Storytelling Secrets of Comics, Manga and Graphic Novels (Scott McCloud; HarperCollins)
  - George Pérez: Story Teller (Dynamite)
  - Great British Comics (Paul Gravett and Peter Stanbury; Aurum Press)
  - The Art of Brian Bolland (Image/Desperado)
  - Writing For Comics With Peter David (Impact Books)

### Favourite Comics-based Movie or TV
- Héroes (serie de TV)
  - Justice League Unlimited
  - Superman Returns
  - Hellboy Animated
  - V for Vendetta (película)

### Favourite Comics-related Website
- Newsarama (www.newsarama.com)
  - Comic Book Resources (www.comicbookresources.com)
  - Manga Life (www.mangalife.com)
  - Millarworld (www.millarworld.tv)
  - Silver Bullet Comic Books (www.comicsbulletin.com)

### Favourite Web-based Comic
- Penny Arcade (www.penny-arcade.com)
  - Drastic Comics (www.drasticcomics.com)
  - Sonic the Comic Online (www.stconline.co.uk)
  - PvP (www.pvponline.com)
  - Dreamland Chronicles (www.thedreamlandchronicles.com)

### Roll of Honour
- Warren Ellis
  - Alex Toth
  - Brian K. Vaughan
  - Brian Bendis
  - Tom Frame

## 2008[12]

### Award for Favourite Newcomer Writer
- Matt Fraction
  - Jason Aaron
  - Nick Tapalansky
  - Simon Spurrier
  - Tony Lee

### Award for Favourite Newcomer Artist
- David Aja
  - Azim Akberali
  - Cliff Chiang
  - Declan Shalvey
  - Mahmud A. Asrar

### Award for Favourite Comics Writer
- Alan Moore
  - Brian K. Vaughan
  - Brian Michael Bendis
  - Ed Brubaker
  - Warren Ellis

### Award for Favourite Comics Writer/Artist
- Alan Davis
  - Bob Byrne
  - Bryan Talbot
  - Darwyn Cooke
  - Eric Powell

### Award for Favourite Comics Artist: Pencils
- Frank Cho
  - Bryan Hitch
  - Ethan Van Sciver
  - Frank Quitely
  - Thomas Boatwright

### Award for Favourite Comics Artist: Inks
- D'Israeli (Matt Brooker)
  - Ande Parks
  - Frank Quitely
  - Gary Erskine
  - Thomas Boatwright

### Award for Favourite Artist: Fully-Painted Artwork
- Alex Ross
  - Ashley Wood
  - Azim Akberali
  - Ben Templesmith
  - Marko Djurdjevic

### Award for Favourite Colourist
- Laura Martin
  - D'Israeli (Matt Brooker)
  - Dave Stewart
  - Matt Hollingsworth
  - Richard Isanove

### Award for Favourite Letterer
- Dave Gibbons
  - Chris Eliopoulos
  - Richard Starkings
  - Thomas Mauer
  - Todd Klein

### Award for Favourite Editor
- Tharg the Mighty
  - Axel Alonso
  - Chris Ryall
  - Kris Simon
  - Tom Brevoort

### Award for Favourite Publisher
- Marvel
  - Dark Horse
  - DC
  - Image
  - Vertigo

### Award for Favourite Colour Comicbook - American
- Hellboy: Darkness Calls
  - All Star Superman
  - Awakening
  - Captain America
  - Y: The Last Man

### Award for Favourite Colour Comicbook - British
- Spectacular Spider-Man
  - 2000 AD
  - Hope Falls
  - Judge Dredd Megazine
  - Starship Troopers

### Award for Favourite Black and White Comicbook - American
- The Walking Dead
  - Local
  - Phonogram
  - Usagi Yojimbo
  - Wasteland

### Award for Favourite Black and White Comicbook - British
- How to Date a Girl in Ten Days
  - Biomecha
  - Eleventh Hour
  - FutureQuake
  - Tales from the Flat
  - Walking Wounded

### Award for Favourite New Comicbook
- Thor
  - Awakening
  - Dan Dare
  - Hope Falls
  - Immortal Iron Fist
  - The Umbrella Academy

### Award for Favourite Manga
- Death Note
  - Blade of the Immortal
  - Bleach
  - Dragon Ball Z
  - Naruto

### Award for Favourite European Comics
- Requiem, Vampire Knight
  - Blacksad
  - Dylan Dog
  - Sancho
  - The Killer

### Award for Favourite Comics Story published during 2007
- Captain America 25-30: The Death of Captain America
  - Criminal 6-10: Lawless
  - Green Lantern: Sinestro Corps War
  - Hellboy: Darkness Calls
  - y: The Last Man 55-60

### Award for Favourite Comics Cover published during 2007
- World War Hulk 1A (David Finch)
  - Fables 66 (James Jean)
  - Immortal Iron Fist 4 (David Aja)
  - Northlanders 1B (Adam Kubert)
  - The Umbrella Academy 1 (James Jean)

### Award for Favourite Original Graphic Novel
- The League of Extraordinary Gentlemen: Black Dossier
  - Alice in Sunderland
  - The Goon: Chinatown
  - The Order of the Stick: Start of Darkness
  - The Surreal Adventures of Edgar Allan Poo

### Award for Favourite Reprint Compilation
- Absolute Sandman Volume 2
  - Criminal 1: Coward
  - Dynamo 5 Vol 1
  - Immortal Iron Fist: The Last Iron Fist Story
  - Strontium Dog Search/Destroy Agency Files 03

### Award for Favourite Comics Hero
- Batman
  - Dan Dare
  - Hellboy
  - Judge Dredd
  - Spider-Man

### Award for Favourite Comics Villain
- Joker
  - Doctor Doom
  - Harley Quinn
  - Iron Man
  - Sinestro

### Award for Favourite Magazine About Comics
- Wizard (revista)
  - Back Issue Magazine
  - Comics International
  - Draw!
  - The Comics Journal
  - Write Now!

### Award for Favourite Comics-Related Book
- Our Gods Wear Spandex
  - Pulphope: The Art of Paul Pope
  - Reading Comics: How Graphic Novels Work and What They Mean
  - Thrill Power Overload
  - Uno Tarino: The Latest Art of Ashley Wood

### Award for Favourite Comics-Based Movie Or TV
- 300 (película)
  - 30 Days of Night
  - Héroes (serie de TV)
  - Spider-Man 3
  - Stardust (película)

### Award for Favourite Comics Related Website
- Marvel.com
  - 2000ADonline
  - Comic Book Resources
  - Jinxworld
  - Newsarama

### Award for Favourite Web-Based Comic
- The Order of the Stick
  - Girl Genius
  - Penny Arcade
  - PvP
  - The Adventures of Dr. McNinja

### Award for Roll of Honour
- Mike Mignola
  - Bill Sienkiewicz
  - Brian Bolland
  - Brian K. Vaughan
  - Mike Wieringo

## 2010[13]

### Favourite Newcomer Writer
- Jonathan Hickman
  - Al Ewing
  - Kathryn Immonen
  - Kieron Gillen
  - Mike Lynch

### Favourite Newcomer Artist
- Jamie McKelvie
  - David Lafuente
  - Declan Shalvey
  - John Cullen
  - Matt Timson

### Favourite Writer
- Warren Ellis
  - Alan Moore
  - Geoff Johns
  - John Wagner
  - Tony Lee

### Favourite Writer/Artist
- Darwyn Cooke
  - Bryan Lee O'Malley
  - David Mazzucchelli
  - John Byrne
  - Paul Grist

### Favourite Artist: Pencils
- Frank Quitely
  - Guy Davis
  - Ivan Reis
  - J. H. Williams III
  - Stuart Immonen

### Favourite Artist: Inks
- Kevin O'Neill
  - Butch Guice
  - Charlie Adlard
  - Gary Erskine
  - Mark Farmer

### Favourite Artist: Fully-Painted Artwork
- J. H. Williams III
  - Adi Granov
  - Alex Ross
  - Ben Templesmith
  - James Jean

### Favourite Colourist
- Ben Templesmith
  - Christina Strain
  - [ave Stewart
  - Laura Martin
  - Len O'Grady

### Favourite Letterer
- Todd Klein
  - Annie Parkhouse
  - Chris Eliopoulos
  - Nate Piekos
  - Richard Starkings
  - Simon Bowland

### Favourite Editor
- Axel Alonso
  - Matt Smith
  - Nick Lowe
  - Stephen Wacker
  - Tom Brevoort

### Favourite Publisher
- DC Comics/Vertigo
  - IDW Publishing
  - Image Comics
  - Marvel Comics
  - Rebellion Developments (2000 AD)

### Favourite American Colour Comicbook
- Batman and Robin
  - B.P.R.D.
  - Captain Britain and MI13
  - Chew
  - Doctor Who (IDW Publishing (IDW)
  - Phonogram: The Singles Club
  - Scalped

### Favourite British Colour Comicbook
- 2000 AD
  - Spandex
  - The Beano
  - The Dead: Kingdom of Flies
  - The DFC

### Favourite American Black and White Comicbook
- The Walking Dead
  - I Kill Giants
  - Scott Pilgrim
  - The Venger: Dead Man Rising
  - Usagi Yojimbo

### Favourite British Black and White Comicbook
- Whatever Happened to The World's Fastest Man?
  - Chloe Noonan
  - Dragon Heir
  - FutureQuake
  - Space Babe 113

### Favourite New Comicbook
- Batman and Robin
  - Chew
  - Doctor Who
  - Rí Rá
  - The Unwritten

### Favourite Manga
- Fullmetal Alchemist
  - GoGo Monster
  - Kurosagi Corpse Delivery Service
  - Pluto
  - Reya

### Favourite European Comicbook
- Requiem Chevalier Vampire
  - Chimpanzee Complex
  - Largo Winch
  - L'Histoire Secrete
  - Rí Rá

### Favourite Single Story Published During 2009
- Phonogram: The Singles Club #4: "Konichiwa Bitches"
  - Doctor Who: "The Time Machination"
  - Doctor Who: "Black Death White Life"
  - From the Pages of Bram Stoker's Dracula: Harker
  - R.E.B.E.L.S. Annual #1: "Starro the Conqueror"

### Favourite Continued Story Published During 2009
- The Walking Dead #61-65: "Fear The Hunters"
  - Doctor Who: The Forgotten
  - Judge Dredd: "Tour of Duty"
  - Phonogram: The Singles Club
  - Scalped #19-24: "The Gravel in your Gut"

### Favourite Cover Published During 2009
- Batman and Robin #4 (Frank Quitely)
  - 2000 AD #1631 (D'Israeli featuring Dirty Frank)
  - Batgirl #2 (Phil Noto)
  - Batman and Robin #3 (Frank Quitely)
  - Doctor Who: The Forgotten #6 (Ben Templesmith)

### Favourite Original Graphic Novel Published During 2009
- The League of Extraordinary Gentlemen, Volume III: Century
  - Asterios Polyp
  - Grandville
  - Mouse Guard: Winter 1152
  - The Hunter

### Favourite Reprint Compilation
- Captain Britain by Alan Moore & Alan Davis Omnibus
  - Charley's War: Underground and Over The Top
  - Doctor Who: The Forgotten
  - Saga of the Swamp Thing
  - The Rocketeer: The Complete Adventures

### Favourite Magazine about Comics
- Wizard
  - Back Issue
  - Comics International
  - The Comics Journal
  - Tripwire

### Favourite Comics-Related Book
- The Insider's Guide to Creating Comics and Graphic Novels by Andy Schmidt
  - Comic Book Design by Gary Millidge
  - Peter and Max: A Fables Novel by Bill Willingham
  - The Marvel Art of Marko Djurdjevic
  - War Stories by Mike Conroy

### Favourite Comics-Related Movie or TV Show
- Watchmen
  - Heroes
  - Smallville
  - Surrogates
  - The Big Bang Theory

### Favourite Comics Related Website
- Comic Book Resources
  - 2000adonline
  - Bleeding Cool
  - Forbidden Planet Blog
  - Newsarama

### Favourite Web-Based Comic
- FreakAngels
  - The Order of the Stick
  - PvP
  - Sin Título
  - xkcd

### Roll of Honour
- Brian Bolland
  - Dick Giordano
  - Joe Kubert
  - John Hicklenton
  - Peter David